# موریس استولوف
موریس استولوف (به انگلیسی: Morris Stoloff) (زاده ۱ اوت ۱۸۹۸ در فیلادلفیا پنسیلوانیا - درگذشته ۱۶ آوریل ۱۹۸۰ لس آنجلس، کالیفرنیا) – آهنگساز آمریکایی کمپانی کلمبیا پیکچرز

## جوایز
برنده جایزه اسکار بهترین تنظیم‌کنندگی موسیقی سال‌های:
- ۱۹۴۴ برای فیلم دختر مدل
- ۱۹۴۶ برای فیلم The Jolson Story
- ۱۹۶۰ برای فیلم آواز بی پایان

## فیلمشناسی
- صف طویل خاکستری[۱]
- دستیار همه‌کاره او[۲]
- آهنگ برنادت
- آواز بی پایان